# Base aérienne 129 Saint-Jean-d'Angély-Fontenet
La base aérienne 129 Saint Jean d'Angély-Fontenet était un site opérationnel de l'Armée de l'Air, situé sur le territoire de la commune de Fontenet, près de la ville de Saint-Jean-d'Angély.
Elle fut active de 1936 à 1961. L'État a cédé le camp militaire en 1990.

## Histoire

### De sa création à laSeconde Guerre mondiale
En 1937, les travaux d'installation du terrain débutent.
Le Groupe Aérien Régional 545 se fixe à Saint-Jean-d'Angély.
Au 1er mai 1939, l'école d'aviation militaire de pilotage et l'école des radionavigants sont toutes deux opérationnelles.
L'Ecole des Radios Navigants de Saint Jean d'Angély sera très active, avec celle de la base aérienne 119 Pau, dans la formation de ses spécialistes.

### Après laSeconde Guerre mondiale
La base va servir d'aérodrome aux forces américaines présente dans la région Poitou-Charentes, dans le cadre de l'OTAN. Les américains seront installé dans cette base de 1950, à leur départ en 1967. 